# Traité franco-néerlandais sur les contrôles aux frontières de Saint-Martin
Le Traité franco-néerlandais sur les contrôles aux frontières de Saint-Martin, parfois abrégé en Traité franco-néerlandais et dans son intégralité le Traité entre le Royaume des Pays-Bas et la République française sur le contrôle des personnes entrant à Saint-Martin sur les aéroports (en néerlandais : Verdrag tussen het Koninkrijk der Nederlanden en de Franse Republiek inzake personencontrole op de luchthavens op Sint Maarten), est un traité entre la France et les Pays-Bas visant à améliorer les contrôles aux frontières dans les deux aéroports de l'ile divisée entre Saint-Martin français (à l'époque une partie de la Guadeloupe) et néerlandais Sint Maarten (à l'époque une partie des Antilles néerlandaises).
Les aéroports concernés sont l'aéroport international Princess Juliana et l'aéroport de l'Espérance .
Le traité est entré en vigueur le 1er août 2007.

## Histoire
Le traité a été signé le 17 mai 1994 à Paris, et est rédigé en français et en néerlandais.

### Ratification
La ratification s'est avérée difficile aux Pays-Bas. Un avis des États des Antilles néerlandaises, qui a déclaré que le traité aurait des effets négatifs sur l'industrie touristique de Sint Maarten, a tout d'abord bloqué la ratification. Le parlement du Royaume des Pays-Bas a décidé en 1999 de suspendre la ratification jusqu'à ce que Sint Maarten ait clairement exprimé sa position. La position de Sint Maarten n'a cependant jamais été précisée. Après que la France eut fait pression sur le gouvernement néerlandais, le traité a finalement été ratifié en 2006, au grand désarroi du chef de l' Alliance populaire progressiste locale.
| Signataire  | Date de conclusion | Institution             | Pour    | Contre  | Abstention | Entrée en vigueur | Réf.  |
| ----------- | ------------------ | ----------------------- | ------- | ------- | ---------- | ----------------- | ----- |
| Netherlands | 14 septembre 2006  | Chambre des députés     | 130     | 0       | 0          | 1er août 2007     | [ 3 ] |
| Netherlands | 17 octobre 2006    | Sénat                   | 66      | 0       | 0          | 1er août 2007     |       |
| Netherlands | 20 octobre 2006    | Sanction royale         | Accordé | Accordé | Accordé    | 1er août 2007     |       |
| France      | 13 juillet 1995    | Assemblée nationale     | ?       | ?       | ?          | 1er août 2007     | [ 4 ] |
| France      | 21 juillet 1995    | Sénat                   | ?       | ?       | ?          | 1er août 2007     | [ 4 ] |
| France      | 27 juillet 1995    | Sanction présidentielle | Accordé | Accordé | Accordé    | 1er août 2007     | [ 4 ] |

### Entrée en vigueur et mise en œuvre
L'achèvement de la procédure de ratification constitutionnelle est précisée à l'article 18 du traité : l'entrée en vigueur est prend effet le premier jour du troisième mois suivant une déclaration écrite des deux parties.
Cependant le traité n'avait toujours pas encore été mis en œuvre au début de 2016. Le gouvernement de Sint Maarten a signalé en janvier 2016 qu'un comité conjoint s'était réuni et qu'il y avait des « progrès constants » vers sa mise en œuvre.

## Contenu du traité

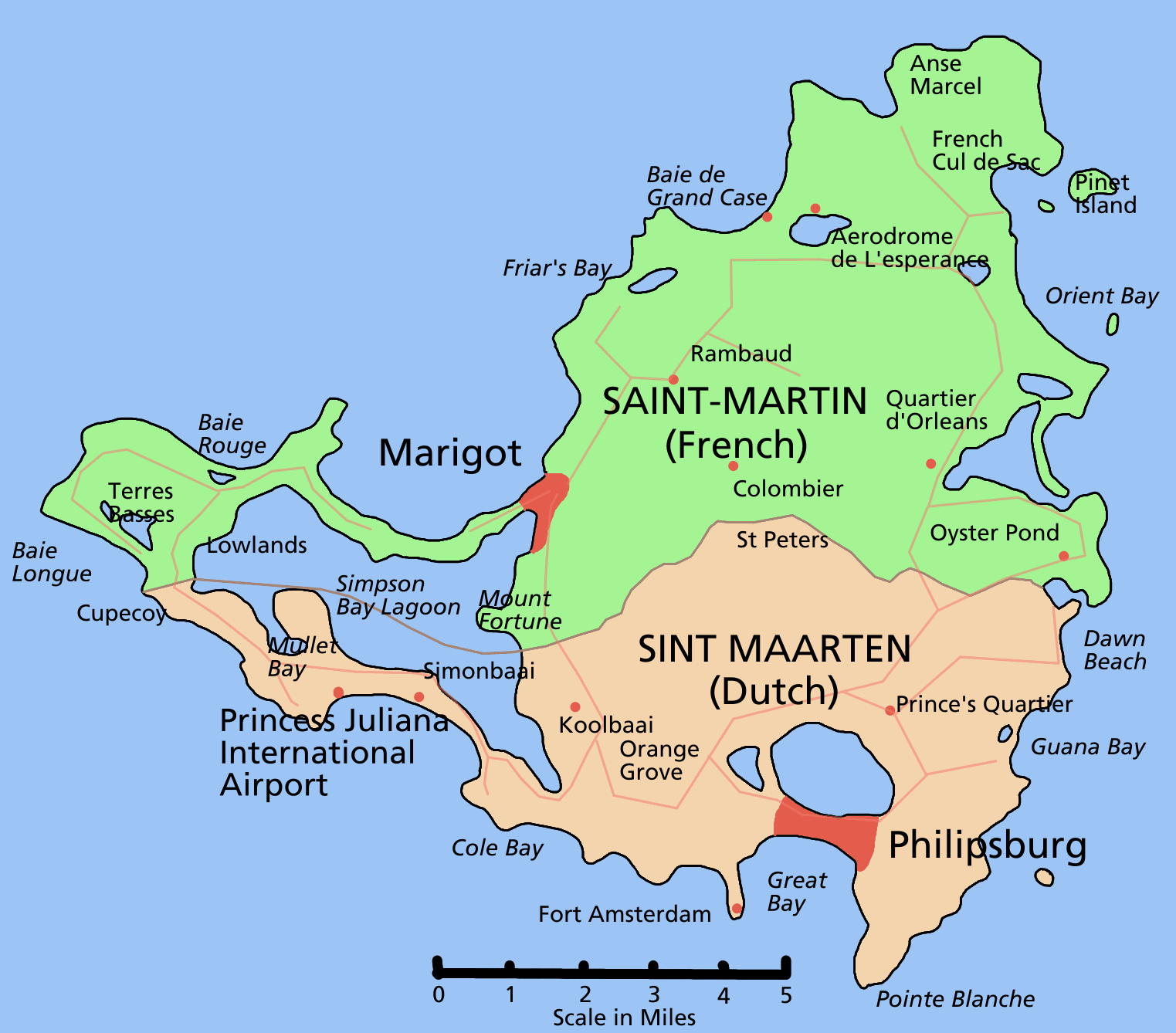
Ile de Saint Martin

Les deux parties de l'ile de St Martin n'ont pas le même statut. La partie française est une région ultrapériphérique de l'Union européenne et utilise donc sa liste de visas. La partie néerlandaise est plus souple à ce sujet. Le traité permet d'effectuer des contrôles conjoints aux frontières dans les aéroports de Saint-Martin et stipule que pour qu'un étranger soit admis sur l'ile, il doit disposer d'un visa à la fois pour le côté néerlandais et pour le côté français. 
Ce traité durcit les conditions d'accès à l'ile. À l'origine, cela a obligé les ressortissants de treize pays de la région des Caraïbes à exiger un visa pour atterrir à l'aéroport Princess Juliana, ce dont ils n'avaient pas besoin auparavant. Après négociations, la France a accepté de limiter les exigences supplémentaires en matière de visas à quatre pays de la région : la Dominique, la Jamaïque, la Guyana et le Suriname. Des négociations sont également en cours pour retirer le Suriname de la liste. 
Des contrôles conjoints aux frontières seront effectués sur les vols à risque dans les deux aéroports. Le comité et le groupe de travail institués par l'article 13 établiront une liste des vols devant faire l'objet d'un contrôle commun aux frontières. Le comité et le groupe de travail sont composés de représentants des deux côtés et se réunissent une fois par an. 
La mise en œuvre est retardée par Sint Maarten, dont la Première ministre Sarah Wescot-Williams a déclaré que la mise en œuvre nuirait aux intérêts touristiques.

## Voir également
- Frontière France-Pays-Bas
- Traité de Concordia